# 李特 (红军)
李特（1902年—1938年），原名徐克勋，号希侠，曾名徐李特，乳名豹子，安徽霍邱白庙乡人。中国工农红军将领。

## 生平
早年在长沙读中学。1921年，李特考入唐山交通大学预科班。1924年，中共党组织选派李特到苏联学习，先后在苏联莫斯科东方大学、基辅军官学校、列宁格勒军政学院学习，兼做翻译。1925年，加入中国共产党，并担任在莫斯科的中共旅冀支部负责人。
1930年秋回国，次年到鄂豫皖苏区。李特先后担任彭杨学校教育主任、教育长，红二十五军副军长，红三十一军参谋长，随营学校、红军学校教育长，被认为是张国焘的亲信。
红军长征时，任红四方面军副参谋长、红军大学教育长。1935年红一、四方面军分裂时，李特奉陈昌浩之令，带人持枪追赶并指责毛泽东，但遭到李德的制止。1936年4月，红四方面军进行整编，李特担任方面军参谋长。
1936年11月，李特担任西路军参谋长；西路军失败后，与李先念等一起指挥西路军余部进入新疆。到新疆后，李特在一次辩论会上大骂毛泽东，但被陈云当场驳斥。之后，在新疆的西路军余部都被要求做了是否回到延安的选择，李先念等人表态坚决要回延安，而李特、黄超（原红五军政委）等人则没有选择回去。
1937年11月，李特、黄超被王明指为托派分子，于1938年初在新疆迪化被杀。黄李二人之死，直接诱发了张国焘在1938年4月的出逃。1996年6月27日，中共中国人民解放军总政治部委员会、中国人民解放军总政治部下发文件，为其平反昭雪。
1998年8月31日，中国人民解放军总政治部下发了关于追认李特为革命烈士的《通知书》。